# Peter Thomas McKeefry
Peter Thomas Bertram McKeefry (Greymouth, 3 luglio 1899 – Wellington, 18 novembre 1973) è stato un cardinale neozelandese.

## Biografia
Peter Thomas McKeefry nacque a Greymouth il 3 luglio 1899, quintogenito dei sette figli di Mary (da nubile McAlary) e di Michael McKeefry, un agente di polizia, entrambi di origine irlandese.
In qualità di arcivescovo di Wellington partecipò alle quattro sessioni del Concilio Vaticano II tranne la seconda.
Papa Paolo VI lo elevò al rango di cardinale nel concistoro del 28 aprile 1969. Fu il primo cardinale neozelandese.
Accanito fumatore, morì il 18 novembre 1973 all'età di 74 anni. Fu sepolto nel Karori Cemetery, a Wellington, vicino al suo successore Reginald John Delargey.

## Genealogia episcopale e successione apostolica
La genealogia episcopale è:
- Cardinale Scipione Rebiba
- Cardinale Giulio Antonio Santori
- Cardinale Girolamo Bernerio, O.P.
- Arcivescovo Galeazzo Sanvitale
- Cardinale Ludovico Ludovisi
- Cardinale Luigi Caetani
- Cardinale Ulderico Carpegna
- Cardinale Paluzzo Paluzzi Altieri degli Albertoni
- Papa Benedetto XIII
- Papa Benedetto XIV
- Papa Clemente XIII
- Cardinale Marcantonio Colonna
- Cardinale Giacinto Sigismondo Gerdil, B.
- Cardinale Giulio Maria della Somaglia
- Cardinale Carlo Odescalchi, S.I.
- Cardinale Costantino Patrizi Naro
- Cardinale Serafino Vannutelli
- Cardinale Domenico Serafini, Cong. Subl. O.S.B.
- Cardinale Pietro Fumasoni Biondi
- Arcivescovo Filippo Bernardini
- Cardinale Norman Gilroy
- Cardinale Peter Thomas McKeefry

La successione apostolica è:
- Vescovo John Patrick Kavanagh (1949)
- Vescovo Edward Michael Joyce (1950)
- Vescovo John Rodgers, S.M. (1954)
- Vescovo Owen Noel Snedden (1962)
- Vescovo Brian Patrick Ashby (1964)